# Schwarze Brigaden

Als ihr Banner verwendeten die Schwarzen Brigaden die Kriegsflagge der RSI

Die Schwarzen Brigaden (italienisch Brigate Nere, kurz BN) waren von Juni 1944 bis Mai 1945 eine paramilitärische Kampforganisation des Partito Fascista Repubblicano (PFR), der faschistischen Staatspartei der Italienischen Sozialrepublik (RSI). Sie gelten als die radikalste Gruppierung, die der italienische Faschismus hervorgebracht hat.

## Geschichte

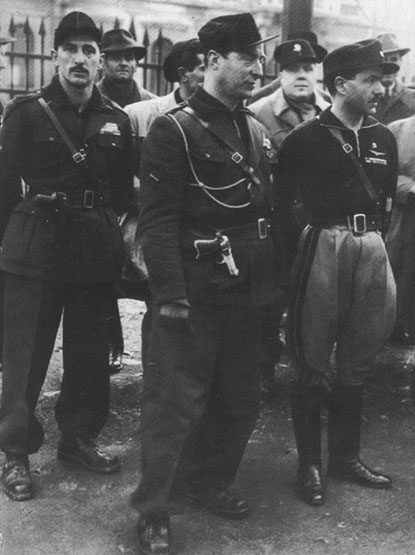
Alessandro Pavolini, Generalsekretär des PFR und Befehlshaber der Schwarzen Brigaden (rechts) mit Brigadisten in Mailand 1944

Benito Mussolini wurde verhaftet, nachdem der Große Faschistische Rat ihn mit aktiver Unterstützung des Königs Viktor Emanuel III. abgesetzt hatte, und es begannen Verhandlungen mit den Alliierten über den Rückzug Italiens aus dem Krieg. Einige Tage nach der Kapitulation Italiens wurde Mussolini am 12. September 1943 im Rahmen des „Unternehmens Eiche“ auf dem Gran Sasso d’Italia von deutschen Fallschirmjägertruppen unter Führung von Harald Mors und einigen SS-Männern unter Otto Skorzeny befreit und ernannte sich am 23. September 1943 zum Staatschef der neu gegründeten „Italienischen Sozialrepublik“, einer Marionettenregierung des NS-Staates, deren Herrschaftsgebiet sich von Norditalien bis nach Rom erstreckte.
Nachdem die Milizia Volontaria per la Sicurezza Nazionale (MVSN, auch bekannt als „Schwarzhemden“) als Bestandteil des Waffenstillstandsabkommens aufgelöst wurden, wurde am 24. November 1943 überwiegend aus Carabinieri- und Armee-Einheiten die Guardia Nazionale Repubblicana gebildet.
Die Schwarzen Brigaden wurden durch einen Erlass vom 30. Juni 1944 gegründet. Sie bestanden aus Mitgliedern der Faschistischen Republikanischen Partei (Partito Fascista Repubblicano, PFR). Sie kämpften nicht nur gegen die Alliierten und gegen italienische Partisanen, sondern verfolgten und ermordeten auch vermeintliche und tatsächliche politische Gegner sowie Zivilisten, deren Bekenntnis zum Faschismus ihnen zweifelhaft erschien. Sie waren gegenüber Juden gnadenlos und beraubten, vergewaltigten und ermordeten auch viele andere Zivilisten.
Die Schwarzen Brigaden besaßen nicht wirklich Brigadegröße, tatsächlich waren ihre Einheiten meist nur ein knappes Bataillon oder eine erweiterte Kompanie stark. Es existierten sowohl 41 stationäre Gebietsbrigaden, durchnummeriert von 1 bis 41, als auch 8 mobile Brigaden, von 1 bis 7 plus der Zweiten Arditi-Brigade. Oftmals trugen sie zu ihrer gewöhnlichen italienischen Armeeuniform ein schwarzes Oberteil sowie den Totenkopf auf ihren Abzeichen.

## Rezeption
Der italienische Historiker Angelo Del Boca (2006) schreibt von den Schwarzen Brigaden als „der schlimmsten Inkarnation des faschistischen Hasses und Sektierertums“. Der deutsche Historiker Wolfgang Schieder (2010) bezeichnet die Brigate Nere als „das letzte Aufgebot in einem System zunehmend totalitärer Gewaltausübung“.